# Arquidiocese de Bogotá
A Arquidiocese de Bogotá (Archidiœcesis Bogotensis) é uma circunscrição eclesiástica da Igreja Católica na Colômbia, que engloba a cidade de Bogotá. É fruto da elevação da Diocese de Santa Fé de Nova Granada. Seu atual arcebispo metropolita é Luis José Rueda Aparicio. Sua sé é a Catedral Primaz da Colômbia.
Em 2015, possuía 275 paróquias assistidas por 741 párocos e cerca de 86,2% da sua população jurisdicionada é batizada.

## História
A Diocese de Santa Fé de Nova Granada foi eregida  em 11 de setembro de 1562, com território desmembrado do diocese de Santa Marta. Originalmente, era, provavelmente, sufragânea da Arquidiocese de Santo Domingo.
Em 22 de março de 1564 foi elevada à categoria de Arquidiocese Metropolitana pela bula No Supremo dignitatis apostolicae do Papa Pio IV.
Em 1581 foi estabelecido o primeiro seminário, intitulado a São Luís de França, mas teve que ser fechada em 20 de outubro de 1587 por problemas econômicos, uma vez que a dotação não foi suficiente para cobrir as dívidas e despesas.
Em 18 de outubro de 1605 foi estabelecido o segundo seminário, dedicado a São Bartolomeu, e confiada à Companhia de Jesus. Em 1767, os jesuítas foram expulsos e a vida do seminário sofreu turbulências pela incerteza no controle e financiamento.
Em 8 de junho de 1898 passou a usar o nome da Arquidiocese de Bogotá na Colômbia e em 12 de janeiro de 1953 foi simplificado para Arquidiocese de Bogotá por um decreto do Papa Pio XII.
A 7 de novembro de 1902, o Papa Leão XIII concedeu ao arcebispo e aos seus sucessores o título de Primaz da Colômbia.

## Prelados
Administração local:
| #                        | Nome                                          | Período     | Notas                                      |
| Arcebispos               | Arcebispos                                    | Arcebispos  | Arcebispos                                 |
| ------------------------ | --------------------------------------------- | ----------- | ------------------------------------------ |
| 45º                      | Luis José Cardeal Rueda Aparicio              | 2020-       | Atual                                      |
| 44º                      | Rubén Dario Salazar Cardeal Gómez             | 2010 - 2020 |                                            |
| 43º                      | Pedro Cardeal Rubiano Sáenz †                 | 1994 - 2010 |                                            |
| 42º                      | Mario Cardeal Revollo Bravo †                 | 1984 - 1994 |                                            |
| 41º                      | Aníbal Cardeal Muñoz Duque †                  | 1972 - 1984 |                                            |
| 40º                      | Luis Cardeal Concha Córdoba †                 | 1959 - 1972 |                                            |
| 39º                      | Crisanto Cardeal Luque Sánchez †              | 1950 - 1959 |                                            |
| 38º                      | Ismael Perdomo Borrero †                      | 1928 - 1950 |                                            |
| 37º                      | Bernardo Herrera Restrepo †                   | 1891 - 1928 |                                            |
| 36º                      | Ignacio León Velasco, S.J. †                  | 1889 - 1891 |                                            |
| 35º                      | José Telésforo Paúl Vargas, S.J. †            | 1884 - 1889 |                                            |
| 34º                      | Vicente Arbeláez Gómez †                      | 1868 - 1884 |                                            |
| 33º                      | Antonio Herrán y Zaldúa †                     | 1854 - 1868 |                                            |
| 32º                      | Manuel José Mosquera y Arboleda †             | 1834 - 1853 |                                            |
| 31º                      | Fernando Caycedo Flórez †                     | 1827 - 1831 |                                            |
| 30º                      | Isidoro Domínguez, C.R.M. †                   | 1819 - 1822 |                                            |
| 29º                      | Juan Bautista Sacristán y Galiano †           | 1804 - 1817 |                                            |
| 28º                      | Fernando del Portillo y Torres, O.P. †        | 1798 - 1804 |                                            |
| 27º                      | Baltazar Jaime Martínez de Compañón †         | 1788 - 1797 |                                            |
| 26º                      | Antonio Caballero y Góngora †                 | 1778 - 1788 | Nomeado Arcebispo de Córdoba               |
| 25º                      | Agustín de Alvarado y Castillo †              | 1775 - 1778 | Nomeado Arcebispo de Ciudad Rodrigo        |
| 24º                      | Agustín Manuel Camacho y Rojas †              | 1771 - 1774 |                                            |
| 23º                      | Lucas Ramírez Galán, O.F.M. †                 | 1769 - 1770 | Nomeado Arcebispo de Tui-Vigo              |
| 23º                      | Francisco Antonio de la Riva Mazo †           | 1765 - 1768 |                                            |
| 22º                      | Manuel de Sosa y Béthencourt †                | 1765        |                                            |
| 21º                      | José Javier de Arauz y Rojas †                | 1753 - 1764 |                                            |
| 20º                      | Pedro Felipe de Azúa e Iturgoyen †            | 1744 - 1753 |                                            |
| 19º                      | Diego Fermín de Vergara, O.S.A. †             | 1740 - 1744 |                                            |
| 18º                      | Juan de Galabís, O.Praem. †                   | 1738 - 1739 |                                            |
| 17º                      | Antonio Claudio Álvarez de Quiñones †         | 1725 - 1736 |                                            |
| 16º                      | Francisco del Rincón, O.M. †                  | 1716 - 1723 |                                            |
| 15º                      | Francisco de Cosío y Otero †                  | 1704 - 1715 |                                            |
| 14º                      | Ignacio de Urbina, O.S.H. †                   | 1689 - 1701 | Nomeado Arcebispo de Puebla de los Ángeles |
| 13º                      | Antonio Sanz Lozano †                         | 1680 - 1688 |                                            |
| 12º                      | Juan de Dios Aguinao, O.P. †                  | 1659 - 1678 |                                            |
| 11º                      | Cristóbal de Torres, O.P. †                   | 1635 - 1654 |                                            |
| 10º                      | Bernardino de Almansa Carrión †               | 1631 - 1633 |                                            |
| 9º                       | Julián de Cortázar †                          | 1625 - 1630 |                                            |
| 8º                       | Hernando de Arias y Ugarte †                  | 1616 - 1624 |                                            |
| 7º                       | Pedro Ordóñez y Flórez †                      | 1610 - 1614 |                                            |
| 6º                       | Juan Castro, O.S.A. †                         | 1608 - 1609 |                                            |
| 5º                       | Bartolomé Lobo Guerrero †                     | 1596 - 1607 | Nomeado Arcebispo de Lima                  |
| 4º                       | Bartolomé Martínez Menacho y Mesa (Machado) † | 1593 - 1594 |                                            |
| 3º                       | Alfonso López de Ávila †                      | 1591 - 1591 |                                            |
| 2º                       | Luis Zapata de Cárdenas, O.F.M. †             | 1570 - 1590 |                                            |
| 1º                       | Juan de los Barrios, O.F.M. †                 | 1564 - 1569 |                                            |
| Arcebispo-coadjutor      |                                               |             |                                            |
|                          | Aníbal Muñoz Duque                            | 1969-1972   |                                            |
|                          | Rubén Isaza Restrepo                          | 1964-1967   | Nomeado Arcebispo coadjutor de Cartagena   |
|                          | Ismael Perdomo Borrero                        | 1923-1928   |                                            |
|                          | Vicente Arbeláez Gómez                        | 1864-1868   |                                            |
| Bispos auxiliares        |                                               |             |                                            |
|                          | Germán Humberto Barbosa Mora                  | 2025-       | Atual                                      |
|                          | Edwin Raúl Vanegas Cuervo                     | 2024-       | Atual                                      |
|                          | Alejandro Díaz García                         | 2024-       | Atual                                      |
|                          | Germán Medina Acosta                          | 2021-2024   | Nomeado Bispo de Engativá                  |
|                          | Luis Manuel Alí Herrera                       | 2015-       | Atual                                      |
|                          | Pedro Manuel Salamanca Mantilla               | 2015-2022   | Nomeado Bispo de Facatativá                |
|                          | Francisco Antonio Nieto Súa                   | 2008-2011   | Nomeado Bispo de San José del Guaviare     |
|                          | José Roberto Ospina Leongómez                 | 2004-2012   | Nomeado Bispo de Buga                      |
|                          | Daniel Caro Borda                             | 2000-2003   | Nomeado Bispo de Soacha                    |
|                          | José Octavio Ruiz Arenas                      | 1996-2002   | Nomeado Bispo de Villavicencio             |
|                          | Fernando Sabogal Viana                        | 1996-2013   |                                            |
|                          | Oscar Urbina Ortega                           | 1996-1999   | Nomeado Bispo de Cúcuta                    |
|                          | Enrique Sarmiento Angulo                      | 1986-2003   | Nomeado Bispo de Fontibón                  |
|                          | Fabio Suescún Mutis                           | 1986-1993   | Nomeado Bispo de Pereira                   |
|                          | Guillermo Alvaro Ortiz Carrillo               | 1986-1989   | Nomeado Bispo coadjutor de Garagoa         |
|                          | Agustín Otero Largacha, OAR                   | 1986-2004   |                                            |
|                          | Jorge Ardila Serrano                          | 1980-1988   | Nomeado Bispo de Girardot                  |
|                          | Víctor Manuel López Forero                    | 1977-1980   | Nomeado Bispo de Socorro y San Gil         |
|                          | Luis Gabriel Romero Franco                    | 1977-1986   | Nomeado Bispo de Facatativá                |
|                          | Ramón Darío Molina Jaramillo, OFM             | 1977-1984   | Nomeado Bispo de Montería                  |
|                          | Mario Revollo Bravo                           | 1973-1978   | Nomeado Arcebispo de Nueva Pamplona        |
|                          | Rubén Buitrago Trujillo, OAR                  | 1971-1974   | Nomeado Bispo de Zipaquirá                 |
|                          | Alfonso López Trujillo                        | 1971-1978   | Nomeado Arcebispo-coadjutor de Medellín    |
|                          | José Gabriel Calderón Contreras               | 1958-1962   | Nomeado Bispo de Cartago                   |
|                          | Pablo Correa León                             | 1956-1959   | Nomeado Bispo de Cúcuta                    |
|                          | José de Jesús Martinez Vargas                 | 1949-1952   | Nomeado Bispo de Armênia                   |
|                          | Luis Pérez Hernández, CIM                     | 1945-1956   | Nomeado Bispo de Cúcuta                    |
|                          | Emilio de Brigard Ortiz                       | 1944-1986   |                                            |
|                          | Luis Andrade Valderrama, OFM                  | 1939-1944   | Nomeado Bispo de Antioquia                 |
|                          | Leonidas Medina                               | 1916-1923   | Nomeado Bispo de Socorro y San Gil         |
|                          | Mosé Higuera                                  | 1876-1884   | Nomeado Bispo-auxiliar de Medellín         |
|                          | Indalecio Barreto                             | 1873-1874   | Nomeado Bispo de Nueva Pamplona            |
|                          | José Antonio Chaves, OFM Obs.                 | 1834-1856   |                                            |
|                          | José Carrión y Marfil                         | 1784-1786   | Nomeado Bispo de Cuenca                    |
| Administrador Apostolico |                                               |             |                                            |
|                          | Enrique Sarmiento Angulo                      | 1994        | Bispo-auxiliar da mesma                    |
|                          | Aníbal Muñoz Duque                            | 1968-1969   | Arcebispo de Nueva Pamplona                |